# Tecomán
Tecomán é uma cidade do Ocidente do México, forma parte do Estado de Colima, capital do município homônimo; imersa na Zona Metropolitana do Vale de Tecomán (ZMVT)